# Осонвил
Осонвил (фр. Haussonville) насеље је и општина у североисточној Француској у региону Лорена, у департману Мерт и Мозел која припада префектури Линевил.
По подацима из 2011. године у општини је живело 316 становника, а густина насељености је износила 28,26 становника/km². Општина се простире на површини од 11,18 km². Налази се на средњој надморској висини од 310 метара (максималној 356 m, а минималној 237 m).

## Демографија
| 1962. | 1968. | 1975. | 1982. | 1990. | 1999. | 2011. |
| ----- | ----- | ----- | ----- | ----- | ----- | ----- |
| 135   | 176   | 214   | 231   | 282   | 282   | 316   |

График промене броја становника у току последњих година